# 데이모스 (위성)

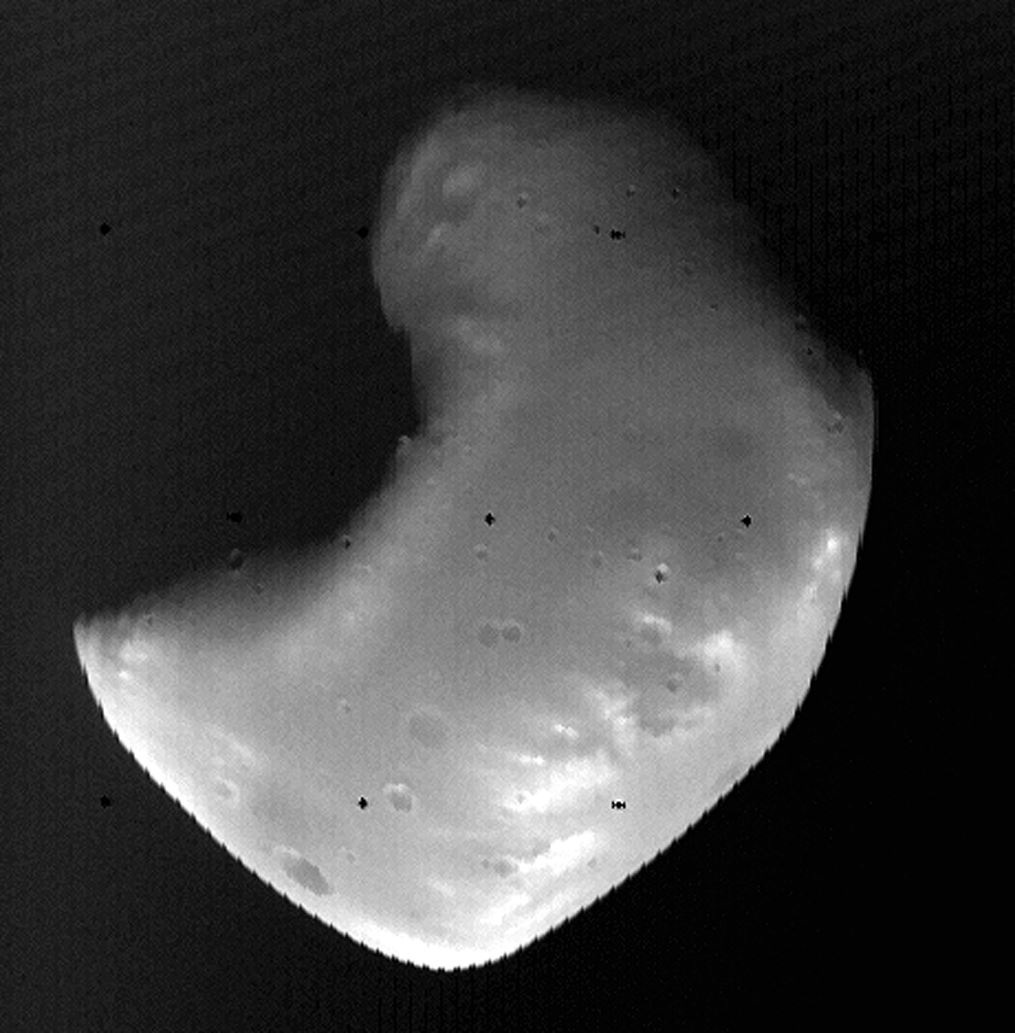
데이모스

데이모스는 화성의 두 위성 중 하나로 바깥 궤도를 돈다. 1877년 8월 12일 아사프 홀이 발견하였다.
데이모스는 포브스와 함께 원래 소행성대에 있었다가 강력한 목성의 인력으로 소행성대를 튀어나와 근처를 지나가던 화성에게 포획되었다는 설이 가장 인정받고 있다. 데이모스는 가장 긴 축이 화성을 향하고 있어서 자전주기와 공전주기가 일치한다. 데이모스의 표면은 회색이며 매우 어둡고 평균 밀도(2g/cm3 이하)는 낮아 데이모스가 탄소질로 이루어졌음을 나타내며, 우주공간을 떠돌다 화성의 인력에 붙들린 소행성일 수도 있음을 시사하고 있다. 데이모스는 화성에서 점점 멀어지고 있으므로 언젠가는 화성을 탈출해 사라지게 될 것으로 예상하고 있다.
| 위성 이름 | 사진 | 지름 (km)          | 질량 (kg) | 궤도 평균 반지름            | 공전 주기 (h) | 평균 삭망 주기 |
| --------- | ---- | ------------------ | --------- | --------------------------- | ------------- | -------------- |
| 데이모스  |      | 12.4 km (10×12×16) | 2×1015    | 23463.2 km(0.0001568418 AU) | 30.35         | 5.44 일        |

## 같이 보기
- 화성의 위성
- 기원